# Шари (озеро)
Шари — пресноводное озеро на территории Кестеньгского сельского поселения Лоухского района Республики Карелии.

## Общие сведения
Площадь озера — 3,2 км². Располагается на высоте 139,1 метров над уровнем моря.
Форма озера лопастная, продолговатая: оно на четыре километра вытянуто с запада на восток. Берега изрезанные, каменисто-песчаные, местами заболоченные.
Из Шари вытекает река Рикка, впадающая с левого берега в реку Пундому, которая, в свою очередь, впадает в Пяозеро.
В озере расположено не менее трёх безымянных островов различной площади.
К юго-востоку от озера проходит железнодорожная ветка Лоухи — Пяозеро.
Населённые пункты вблизи водоёма отсутствуют.
Код объекта в государственном водном реестре — 02020000411102000000612.

## Галерея

Озеро Шари
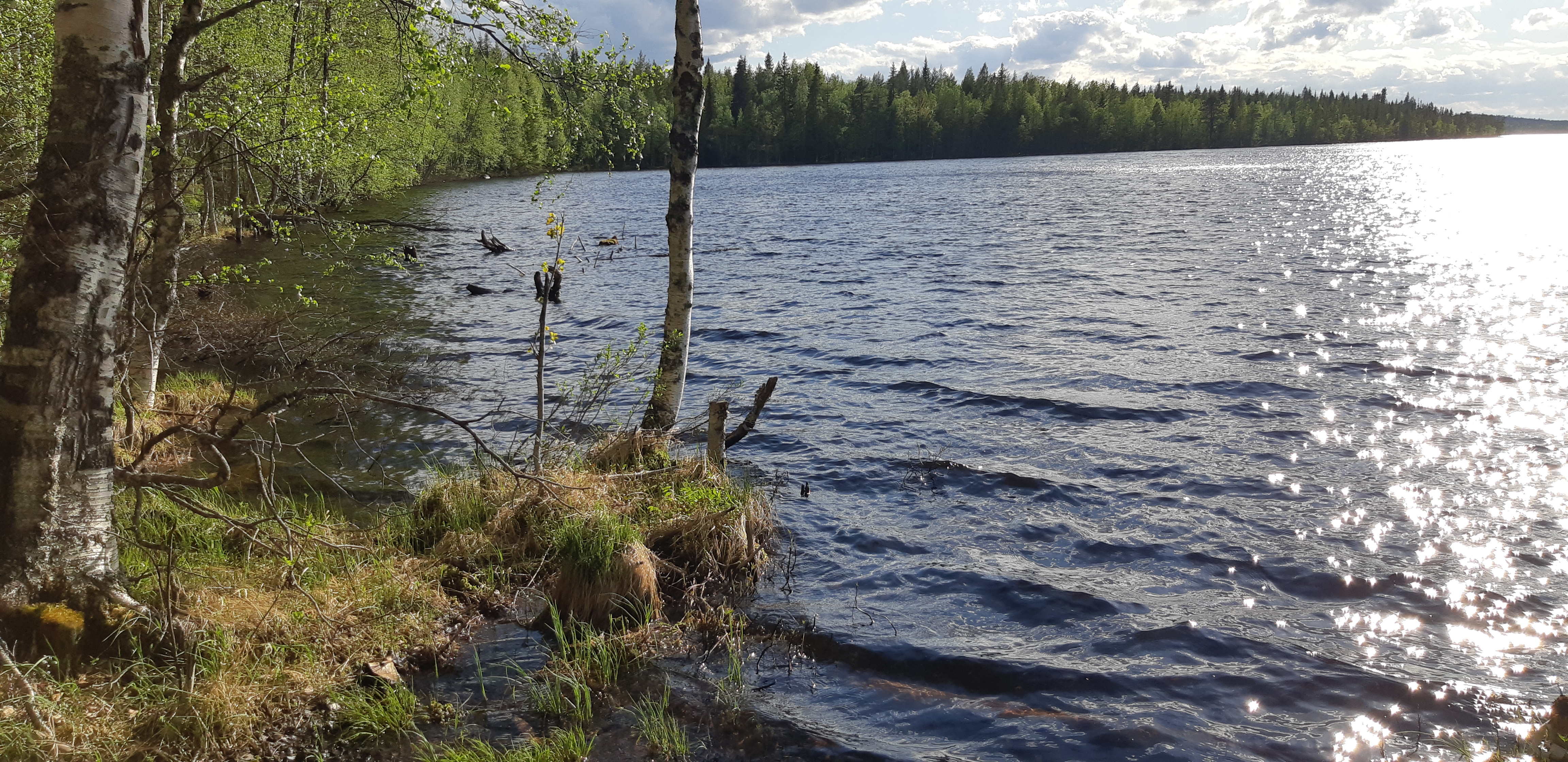
Вид с юго-восточного берега
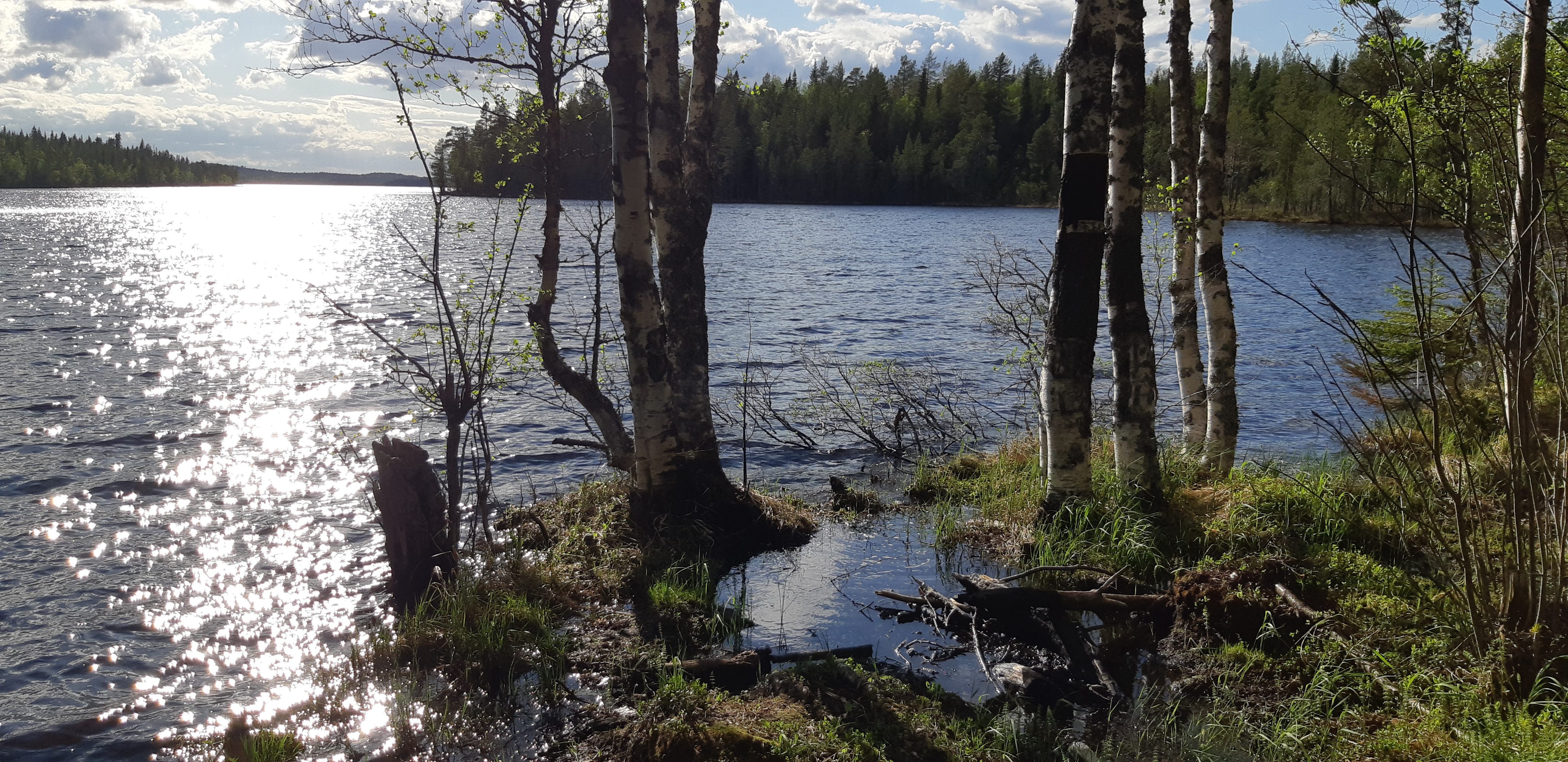
Вид с юго-восточного берега